# Mali Dubovik
Mali Dubovik (en serbe cyrillique : Мали Дубовик) est un village de Bosnie-Herzégovine. Il est situé dans la municipalité de Krupa na Uni et dans la république serbe de Bosnie. Selon les premiers résultats du recensement bosnien de 2013, il compte 182 habitants.

## Histoire
Avant la guerre de Bosnie-Herzégovine, le village faisait partie de la municipalité de Bosanska Krupa ; à la suite des accords de Dayton, il a été rattaché à la municipalité nouvellement créée de Krupa na Uni, intégrée à la république serbe de Bosnie.

## Démographie

### Évolution historique de la population dans la localité
| 1948 | 1953 | 1961 | 1971 | 1981 | 1991 | 2013 |
| ---- | ---- | ---- | ---- | ---- | ---- | ---- |
| 692  | 719  | 733  | 591  | 450  | 300, | 182  |

|  |